# إسماعيل (أحور)

تعديل مصدري - تعديل

إسماعيل هي إحدى قرى عزلة أحور بمديرية أحور التابعة لمحافظة أبين، بلغ تعداد سكانها 20 نسمة حسب تعداد اليمن لعام 2004.